# Theodor Weber (medico)
Theodor Weber (Lipsia, 28 agosto 1829 – Halle, 4 settembre 1914) è stato un medico e patologo tedesco.

## Biografia
Era il figlio del fisiologo Ernst Heinrich Weber (1795-1878). Studiò medicina presso le Università di Göttingen e Lipsia, conseguendo il dottorato in quest'ultima istituzione nel 1854 con la tesi De causis streptiuum in vasis sanguiferis oberservatum. L'anno seguente ricevette la sua abilitazione, successivamente servendo come docente di medicina interna presso l'Università di Lipsia. Dal 1859 al 1861 fu professore associato a Lipsia, trasferendosi successivamente all'Università di Halle, dove fu professore ordinario di patologia e terapia dal 1862 al 1899. A Halle, fu anche direttore della clinica medica universitaria.
Alcuni dei suoi trattati di patologia e fisiologia sono stati pubblicati su "Archiv für physiologische Heilkunde" e "Verhandlungsberichte des Kongresses fur innere Medizin". È accreditato per lo sviluppo di una doccia specializzata per l'irrigazione nasale (doccia di Weber).

## Opere
- Physikalische und physiologische Experimente über die Entstehung der Geräusche in den Blutgefässen, 1855.
- Ueber den Mangel des Tastsinnes an Theilen, die von der Haut entblösst sind .
- Zur Theorie des Bronchial-Asthmas, 1873.
- Über die operative Therapie der Pleuritis, 1886.[2]